# HD 98960
HD 98960，又名BD+00 2782，SAO 118825、HR 4394，是一颗恒星，视星等为6.05，位于銀經261.2，銀緯55.69，其B1900.0坐标为赤經11h 18m 10.7s，赤緯+0° 55.69′ 51″。